# Коштангалия (Чимишлийский район)
Коштангалия (рум. Coştangalia) — село в Чимишлийском районе Молдавии. Наряду с селом Екатериновка входит в состав коммуны Екатериновка.

## География
Село расположено на высоте 121 метров над уровнем моря. Протекает река Кождангалия.

## Население
По данным переписи населения 2004 года, в селе Коштангалия проживает 776 человек (388 мужчин, 388 женщин).
Этнический состав села:
| Национальность | Число жителей | Процентный состав |
| -------------- | ------------- | ----------------- |
| молдаване      | 763           | 98.32             |
| украинцы       | 8             | 1.03              |
| гагаузы        | 2             | 0.26              |
| болгары        | 2             | 0.26              |
| русские        | 1             | 0.13              |
| Всего          | 776           | 100%              |